# 오기 지카게
오기 지카게(일본어: 扇 千景, 1933년 5월 10일~2023년 3월 9일)는 여배우 출신의 일본 정치인이다. 본명은 하야시 히로코(일본어: 林 寛子), 결혼 전의 성은 기무라(木村)다.

## 생애

### 출생과 배우 시절
1938년 4월 9일에 효고현 고베시 스마구에서 은행원의 3녀로 태어났다. 효고현립 고베 고등학교를 졸업한 뒤 대학 진학을 희망했지만 아버지의 반대로 이루지 못했다. 그러다 친구가 멋대로 다카라즈카 음악학교에 원서를 보내 수험에 응했는데 합격하자 아버지에 대한 반발심이 겹쳐 진학을 결심했다.
1954년에 다카라즈카 가극단 41기생으로 입단했는데 입단 당시 성적은 4등이었다. 첫 무대는 호시구미의 「봄의 춤」이었으며 이후 하나구미에 배속되었다가 영화전과로 옮겼다. 그러다가 다카라즈카 영화에 출연하면서 영화 배우로 데뷔했고 이후에도 꾸준히 영화와 텔레비전 드라마에 출연했다. 1956년에는 「밤안개의 여자」에서 카스가노 야치요의 상대역인 장인 소녀 제이니를 연기하고 신인 연극상을 받았다.

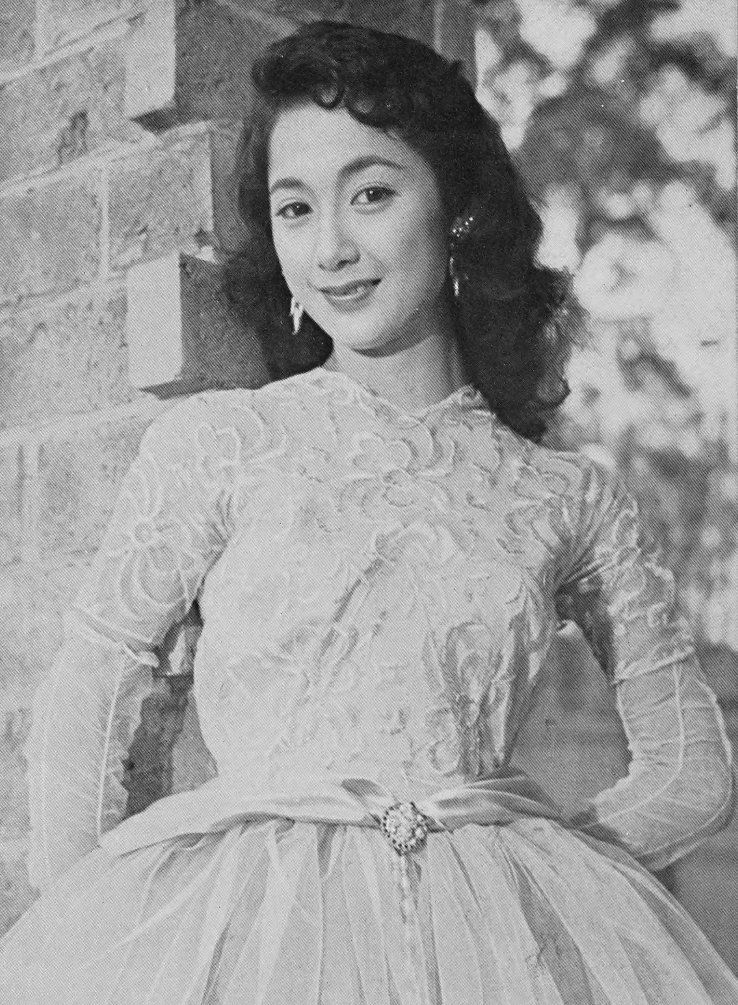
『영화 정보』 1957년 4월호에 실린 사진.

가부키 배우인 사카타 도주로와 결혼하기 위해 1957년 5월 31일에 가극단을 나왔다. 결혼은 1958년에 했으며 이 때를 전후로 한 동안 방송 활동은 거의 하지 않았다. 그러다 지인의 권유로 일본교육TV(지금의 TV 아사히)의 단막극에 출연하면서 배우로 복귀했다. 이후 여러 영화와 드라마에 출연했으며 후지 TV의 프로그램 『3시의 당신』의 사회도 4년간 맡았다.

### 정계 입문
자유민주당 총재 후쿠다 다케오와 자유민주당 간사장 오히라 마사요시가 정치를 권하자 이를 받아들여 1977년 7월 제11회 일본 참의원 의원 통상선거에 출마했다. 자민당 공천을 받고 전국구에 입후보해 당선됐으며 이후 청화회에서 활동했다. 1983년에 재선에 성공했지만 1989년에는 낙선했다가 야마오카 겐지가 총선 출마를 위해 사퇴하자 승계 당선되었다.
1994년 자민당을 탈당해 신생당에 입당했다가 같은 해 12월 10일 신진당 창당에 참여했다. 1995년 참원선에서 당선돼 4선 의원이 되었다. 신진당이 해산한 다음에는 오자와 이치로가 이끄는 자유당에 합류했고 자민당과의 연정이 수립되자 여당 의원으로 복귀했다.
오자와는 자민당이 공명당과 가까워지자 자공 연립 정권에 반대하며 연립에서 이탈했는데 오기는 오자와를 따르지 않고 가이후 도시키, 노다 다케시, 니카이 도시히로 등 25명의 의원과 함께 보수당을 창당하고 초대 당수가 되었다.

### 입각

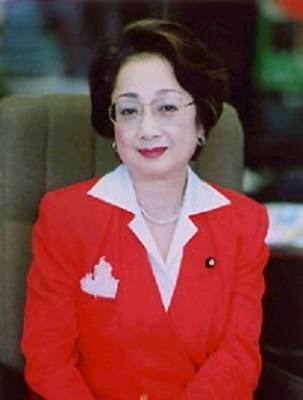
입각 때 공개된 초상화.

2000년 7월 제2차 모리 내각 개조내각 (중앙 성청 개편 전)이 발족하자 건설상 겸 국토청 장관에 취임해 처음 입각했다. 이후 12월부터는 운수상 겸 홋카이도 개발청 장관도 겸했다. 건설상으로 재직하면서 부패 사건인 이시바시 건설 사건이 발생했는데 이에 연관된 건설성 관료의 이름을 공표하고 「건설백서」나 방재복의 디자인을 변경하는 등의 정책을 추진했다. 이는 지지율 저하로 고생하던 모리 내각의 이미지에 긍정적인 효과를 주었다. 미야케섬의 오야마산이 분화하자 섬의 주민들을 도피시키는 계획을 지휘했다.
오기는 훗날 잡지 『건설업계』와의 인터뷰에서 본래 자신은 건설에 대해 전혀 알지 못했으며 하물며 국회에서 건설위원회에서 활동한 적도 없었다고 밝혔다. 하지만 모리로부터 입각 권유를 받자 한 명의 국무대신에게 부여된 소관 사무 정도는 완수할 수 있을 거라 여기며 이를 받아들였다. 오기가 건설상에 취임했을 때 신경썼던 부분은 공무원들의 사기가 저하된 상태였다는 점이었다. 자민당이 오랫동안 추진해왔던 공공사업을 악으로 인식하는 여론이 전국에 만연했는데 공공사업의 주무부처가 건설성이었기 때문이었다.
오기는 자신이 건설상이 된 건 제1차 하시모토 내각에서 건설상으로 일했던 나카오 에이이치의 부패 사건이 원인임을 잘 알고 있었다. 이에 오기는 건설상으로 취임한 뒤 다른 나라의 입찰 제도 사례를 조사할 것을 지시했다. 그리고 프랑스, 독일, 이탈리아에서 시행중인 「공공사업 기본법」을 참고해 공공사업의 입찰 과정이 투명하게 이루어지도록 「공공사업 입찰 계약 적정화법」 제정을 추진했다. 이 과정에서 건설성 외에 공공사업을 소관하는 부처와의 조정이 통상 5년은 걸린다는 것을 알게 되자 오기는 모리를 직접 찾아가 문제 해결을 호소했다. 모리는 "오기 군이 건설상으로서 공공사업에 관한 기본법을 만들려 한다면 관계 성청은 모두 협력하라"라고 각의에서 지시했다. 그 결과 법률안은 불과 3개월만에 완성됐다.

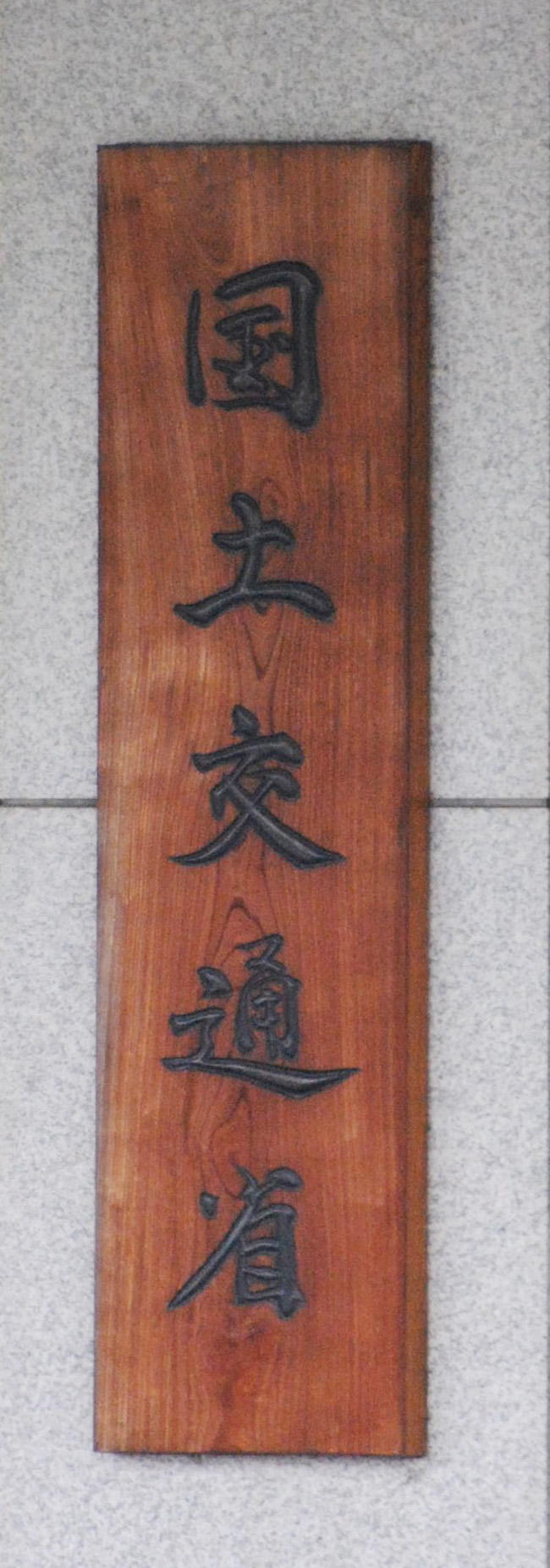
국토교통성의 간판. 오기가 직접 휘호했다.

2001년 1월에 중앙 성청 개편과 함께 제2차 모리 내각 개조내각 (중앙 성청 개편 후)이 발족하자 초대 국토교통상이 되어 내각에 잔류했다. 오기는 도쿄 국제공항은 국내선 전용, 나리타 국제공항은 국제선 전용으로 사용해온 원칙을 깨고 도쿄 국제공항에도 국제선이 취항할 수 있도록 제도를 고치고자 했으나 지바현이 나리타 국제공항의 국제적 지위를 문제삼으며 반대하면서 무위로 그쳤다.
7월에 치러진 제19회 일본 참의원 의원 통상선거에서 오기는 5선 의원의 고지에 올랐지만 오기가 속한 보수당은 오기 외에 모두 낙선했다. 오기는 이에 대한 책임을 지고 당수에서 물러났다. 후임 당수에는 노다 다케시가 취임했다.
4월에 발족한 제1차 고이즈미 내각 때도 국토교통상에 유임된 오기는 일본 순시선 괴선박 격침 사건이 발생하자 해상보안청에 해상경비행동을 지시했다. 이후 괴선박과의 공방전을 촬영한 영상이나 인양한 괴선박을 대중에 공개하도록 했다.
2002년 2월 후쿠이현을 지나던 가고시마 본선에서 열차 추돌 사고가 발생하자 정지 신호일 때 열차의 진입을 허용하는 무폐색 운전 존속에 집착하는 철도국을 강하게 질책했다. 그리고 통신 수단 확보에 의해 열차 지령 허가가 없을 때 무폐색 운전을 금지하는 제도를 도입하도록 했다. 일본공산당 중의원 의원 세코 유키코가 질문 통고를 하자 오기는 큐슈여객철도·서일본 여객철도·도카이 여객철도를 압박해 국토성의 새 제도를 도입하도록 했다. 오기와 세코 모두 철도 기술은 전문 분야가 아니었음에도 구체적으로 파고들어 국토성이 입장을 바꾸도록 하는데 성공한 셈인데 일본으로서는 특이한 사례였다.
2003년 7월 제2차 고이즈미 내각이 출범하자 국토교통상에서 물러났다.

### 참의원 의장 선출과 정계 은퇴

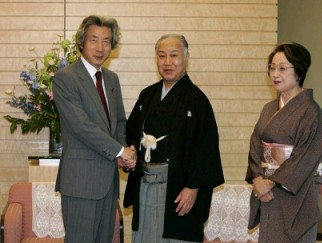
총리대신 고이즈미 준이치로(왼쪽)와 함께 찍은 사진. 가운데는 오기의 남편인 사카타 도주로다.(2005년 10월)

2002년 12월 보수당을 해산하고 새롭게 보수신당이 결성되자 오기는 참의원 의원회장이 되었다. 2003년 11월에는 보수신당도 해산되었는데 자민당 총재 고이즈미와 간사장 아베 신조의 권유를 받아 9년 7개월만에 자민당에 복귀했다. 복당 후에는 욱일대수장을 수훈했는데 이는 여성 최초였다. 또 2004년 7월에 제26대 일본 참의원 의장으로 선출되면서 귀족원 시절을 포함해 일본 역사상 최초의 여성 상원의장이 되었다.
2007년 5월 3년 임기를 끝낸 뒤 차기 참원선 불출마를 선언하면서 정계를 은퇴했다. 이때 오기는 "은퇴 후에는 남편과 둘이서 서로 도우면서 신혼 생활을 하고 싶다"라고 말했다.
2010년에 여성 최초로 동화대수장을 수훈했다.
2014년 다카라즈카 가극단 창립 100주년 기념 때 창설된 다카라즈카 가극단전당 최초의 100명에 선정됐다. 지금도 다카라즈카 대극장에는 국토교통상 시절의 오기의 사진이 보관되어 있다. 이후 공익재단법인 일본존엄사협회의 고문도 맡았다.

### 사망
2023년 3월 9일 7시 56분 도쿄도의 한 병원에서 식도암으로 사망했다. 향년 89세. 사후에 종2위에 추서됐다.
고별식은 27일 도쿄도 미나토구의 조조지에서 거행됐다. 조사는 전 총리대신 고이즈미, 참의원 의장 오쓰지 히데히사, 중의원 의장 호소다 히로유키가 맡았으며 공명당 대표 야마구치 나쓰오, 전 자민당 간사장 니카이 도시히로, 총리대신 기시다 후미오 등이 참석했다. 그 외에도 정계나 가부키계에서 친교가 있는 각계 인사 700여 명이 참석했다. 일본 황실을 대표해 노리히토 친왕비 히사코가 참례했으며 나루히토는 제자료를 하사했다.

## 예명 사용
일본의 국회의원은 일본 국민을 대표해 국회에서 입법에 참여하며 행정을 견제한다. 행정기관의 일원에 해당하지 않으므로 예명을 사용하는 것이 금지되어 있지 않다. 다만 국무대신과 정무차관(지금의 부대신, 대신정무관) 등을 맡아 행정기관의 일원이 되면 국민의 권리·의무·인허가를 좌우하는 지위를 가지게 되므로 설명책임의 명확화를 위해 예명을 사용할 수 없다.
오기는 참의원 의장으로 재직할 때는 물론 입각했을 때도 기자회견, 텔레비전 출연 등 권력 행사와 직접적인 연관이 없을 때는 예명을 사용했지만 국무대신으로서 공문서를 발하고 각의에 서명하는 등 권력 행사와 관련이 있을 때는 모두 본명인 하야시 히로코를 사용했다.
오기가 건설상으로 취임했을 때인 2000년 7월 4일 각의 구두료해는 다음과 같다.
건설대신·국토청 장관인 오기 지카게(본명: 하야시 히로코) 국무대신의 이름에 대해 향후 정부 대표 등에의 임명 행위 및 허가 등 대외적인 법률상 행위에 대해서는 하야시 히로코를 사용하며 그 이외에는 오기 지카게를 사용하는 것으로 한다.

## 출연 작품

### 영화
- 怪傑鷹(1954년, 도호)
  - 1편 蛟竜風雲の巻 - 美鈴 역
  - 2편 奔流怒涛の巻 - 美鈴 역
  - 3편 剣風乱舞の巻 - 美鈴 역
- 照る日くもる日(1954년, 도호)
  - 전편 - 妙 역
  - 후편 - 妙 역
- 岩見重太郎 決戦天の橋立(1954년, 도호) - お継 역
- 初恋ワルツ(1955년, 도호) - 鶴子 역
- 右門捕物帖 献上博多人形(1955년, 도호) - こずえ 역
- 海の小扇太(1955년, 도호) - 亜矢 역
- 女の学校(1955년, 도호) - 相沢雪子 역
- 復讐浄瑠璃坂(1955년, 도호)
  - 1부 鬼伏峠の襲撃 - 菊乃 역
  - 2부 暁の血戦 - 菊乃 역
- 白井権八(1956년, 도호) - 織江 역
- 鞍馬天狗 御用盗異変(1956년, 도호) - お滝 역
- 恋すがた狐御殿(1956년, 도호) - あけみ 역
- 疾風!鞍馬天狗(1956년, 도호) - お縫 역
- 箱入娘と番頭(1956년, 도호) - 妙子 역
- お初の片恋(1956년, 도호) - おまつ 역
- 男の花道(1956년, 도호) - お市ちゃん 역
- アチャコ行状記 嫁取り試験(1956년, 도호) - 清子 역
- てんてん娘(1956년, 도호)
  - 1부 てんてん天気は日本晴れ - お喜代 역
  - 2부 てんてん娘に花が咲く - 雪乃 역
- 金語楼純情日記 初恋社長(1957년, 도호) - まり子 역
- 金語楼純情日記 珍遊侠伝(1957년, 도호)- 恵子 역
- 美貌の都(1957년, 도호) - 三笠綾子 역
- 雨情(1957년, 도호) - 田奈部房江 역
- 三十六人の乗客(1957년, 도호) - バスガイド・幸子 역
- 別れの茶摘み歌(1957년, 도호) - 末娘道子 역
- 「元禄忠臣蔵 大石最後の一日」より 琴の爪(1957년, 도호) - おみの 역
- 別れの茶摘み歌　お姉さんと呼んだ人(1957년, 도호) - 井上道子 역
- 太夫さんより 女体は哀しく(1957년, 도호) - 深雪 역
- 花嫁は待っている(1957년, 도호) - 西条マユミ 역
- 青春航路(1957년, 도호) - 江藤雅子 역
- 社長三代記(1958년, 도호)- 梅千代 역
- 続・社長三代記(1958년, 도호) - 梅千代 역
- 東京の休日(1958년, 도호) - ちかげ 역
- 大笑い捕物帖(1958년, 도호) - おせん 역
- ちゃっきり金太(1958년, 도호) - 上州屋おつう 역
- 続ちゃっきり金太(1958년, 도호) - 上州屋おつう 역
- 続々サラリーマン出世太閤記(1958년, 도호) - 今川好子 역
- 密告者は誰か(1958년, 도호) - あけみ 역
- 暖簾(1958년)
- 山麓(1962년, 東映) - 片桐操 역
- 勢揃い関八州(1962년, 도에이) - お浜 역
- お姐ちゃん三代記(1963년, 도호) - 石橋景子 역
- 遊侠三代(1966년, 도에이) - 鶴代 역
- 昭和残侠伝 一匹狼(1966년, 도에이) - 秋津加代 역
- 無頼非情(1968년, 닛카쓰) - 沢田亜紀 역
- 神々の深き欲望(1968년, 닛카쓰) - 刈谷夫人 역
- 喜劇 おめでたい奴(1971년, 도호) - タコ焼屋 역
- 藤圭子 わが歌のある限り(1971년, 쇼치쿠) - 松平澄子 역

### 드라마
- 君はいま何を見つめている(1959년 10월 29일, 일본교육TV)
- ゴールデン劇場 血槍坂崎(1959년 12월 2일, 닛폰 TV 방송망)- 千姫 역
- ぼんち(1962년 1월~6월, 일본교육TV)
- 恐喝者(1962년 2월, 일본교육TV)
- 嫁ぐ日まで(후지 TV)
  - 「姉妹」(1963년 2월 20일)
  - 「女の館」(1963년 7얼 1일)
- 日本映画名作ドラマ 猟銃(1963년 11월 3일, 일본교육TV)
- 女徳 (1963년 12월 30일~1964년 4월 17일, 후지 TV / NMC)- たみ 역
- 日産スター劇場 何処へ(1964년 1월 18일, 닛폰 TV 방송망) - 才太郎 역
- 風雪 第5回「大久保利通と車夫」(1964년 5월 7일, NHK) - 菊枝 역
- 徳川家康(1964년 7월~1965년 10월, 일본교육TV) - 築山殿 역
- 香華(1965년 1월~3월, 일본교육TV)
- 連続テレビ小説 たまゆら(1965년~1966년, NHK) - 宮本さち子 역
- 続アッちゃん(1965년 8월~1966년 3월, 닛폰 TV 방송망) - 河鹿高子(ママ) 역
- 新吾十番勝負(1966년, TBS 텔레비전 / 松竹テレビ室)- お鯉の方
- 鳴門秘帖(1966년, 마이니치 방송)
- 船場(1967년 4월~1968년 3월, 간사이 텔레비전 방송)
- ご存知からす堂(1967년 10월~12월, 후지 TV)
- 大奥(1968년, 간사이 텔레비전 방송 / 도에이) - 松島 역
- 花は散るらん(1968년~1969년, 도카이 TV)
- 妻と女の間(1969년 4월~7월, 마이니치 방송)
- 暖春(1969년 4월~6월, 후지 TV) - 佐々木せい 역
- 女人武蔵(1971년 4월~9월, 간사이 텔레비전 방송) - 出雲阿国 역
- ぼてじゃこ物語(1971년 4월~12월, 요미우리 TV 방송) - 堤川敬子 역
- 銭形平次 第285話「八丁堀の女」(1971년, 후지 TV / 도에이)- 志乃
- 夫婦学校 第1期 第20話「亭主関白とはいうけれど」(1972년, 닛폰 TV 방송망)
- 木枯し紋次郎 第1期 第8話「一里塚に風を断つ」(1972년, 후지 TV)
- 新・番頭はんと丁稚どん(1972년 4월~12월, 마이니치 방송 / 쇼치쿠 게이노)
- 怪談 「大奥あかずの間」(1972년, 마이니치 방송 / 가부키자 텔레비전실)- 信子の方
- 冬物語(1972년 11월~1973년 4월, 닛폰 TV 방송망) - 足立圭子 역
- どてらい男(1973년~1977년, 후지 TV) - 糸路 역
- 百年目の恋(1973년 10월~1974년 3월, 요미우리 TV 방송) - 和代 역
- 池田大助捕物日記(1974년 10월~1975년 3월, 간사이 텔레비전 방송) - 波江 역
- NHK特集 明治の群像 海に火輪を 第4・5回「鹿鳴館 〜条約改正〜」前・後編(1976년 4월~5월, 일본방송협회) - 速見綾子 역

## 저서
- 《泣いて笑って3時のわたし》 [울고 웃는 3시의 나]. 후소샤. 1977년 4월.
- 《できることできないこと》 [할 수 있는 것 할 수 없는 것]. 세카이분카샤. 2001년 5월. ISBN 4418015094.
- 《決断のとき》 [결단의 순간]. 세카이분카샤. 2007년 7월. ISBN 978-4-418-07511-9.
- 《坂田藤十郎 扇千景―夫婦の履歴書》 [사카타 도주로 오기 지카게 - 부부의 이력서]. 니혼케이자이신분슛판샤. 2008년 10월. ISBN 978-4532166700.

## 같이 보기
- 도이 다카코
- 고이즈미 준이치로

## 참고 문헌
- 고바야시 고이치 (2014년 4월 1일). 《宝塚歌劇100年史 虹の橋 渡りつづけて（人物編）》 [다카라즈카 가극단 100년사 무지개 다리를 계속 건너며 (인물편)] (일본어). 阪急コミュニケーションズ. ISBN 978-4-484-14601-0.